# Parque Nacional Sarstoon-Temash
O Parque Nacional Sarstoon-Temash é o parque nacional mais ao sul de Belize, fundado em 1994. É administrado pelo Instituto Sarstoon Temash de Manejo Indígena (SATIIM), em parceria com o Departamento Florestal. O parque cobre aproximadamente uma área de 41.898 acres de folha larga, pântanos e manguezais.
O parque foi designado como zona húmida de importância internacional pela Convenção de Ramsar em 2005.